# Stronghold (серия игр)
Stronghold (с англ. — «Цитадель») — серия компьютерных игр от Firefly Studios в жанрах стратегии реального времени и массовой многопользовательской стратегии реального времени (MMORTS). Первая игра в серии выпущена в 2001 году. Первые 3 игры серии (Stronghold, Stronghold Crusader, Stronghold Crusader Extreme) были двухмерными стратегиями, Stronghold 2, Stronghold Legends, Stronghold 3 и Stronghold Crusader 2 были выполнены с использованием трёхмерной графики. Stronghold Kingdoms является двухмерной MMORTS. Все игры выпущены для персональных компьютеров.

## Игры серии
- Stronghold (2001) — действие происходит в Англии в период Высокого Средневековья.
- Stronghold Crusader (2002) — вторая игра серии. Сюжет посвящён крестовым походам на Ближнем Востоке. Создана на движке первой игры.
  - Stronghold Crusader Warchest (2002) — дополнение к Stronghold Crusader.
  - Stronghold Crusader Extreme (2008) — дополнение к Stronghold Crusader.
- Stronghold 2 (2005) — прямое продолжение первой игры, действие которой происходит в средневековой Англии.
- Stronghold Legends (2006) — действие происходит в фэнтезийном мире приправленном ранним средневековьем. Игра сделана на движке Stronghold 2.
- Stronghold 3 (2011) — продолжение основной сюжетной серии.
- Stronghold Kingdoms (2012) — онлайн-игра жанра MMORTS.
- Stronghold Crusader 2 (2014) — продолжение Stronghold Crusader, возвращающее игроков на Ближний Восток эпохи средневековья.
- Stronghold Warlords (2021) — действие происходит в средневековой Азии, примечательной кампанией игры стала «мирная», с восстановлением городов и повышения культурного статуса империи[1].
- Stronghold: Definitive Edition (2023) — ремастер первой игры, приуроченный к 22-летию серии. Была добавлена новая сюжетная кампания из 14 миссий и 10 отдельных сценариев. Кроме того, в игре были полностью переделаны текстуры, обновлено звуковое сопровождение и добавлена поддержка 4К-разрешения и мультиплеера[2].
- Stronghold Crusader: Definitive Edition (2025) — ремастер второй игры серии. Продажи превысили 100 тысяч копий в первые два дня после релиза.

## Время действия
Время действия всех игр серии — Средневековье. Основное действие всех игр (за исключением Stronghold Legends) происходит в эпоху Крестовых походов (XI — XIII века). Игра Stronghold Legends основана на фентезийном сюжете, тем не менее, время действия указано — раннее Средневековье.

## Режимы игры
Во всех играх серии, кроме Stronghold Kingdoms, существуют кампании (серии сюжетно-связанных миссий) и режим редактора карт. В Stronghold единая кампания, в остальных играх существует несколько кампаний. Во всех играх, кроме Stronghold, Stronghold 3 и Stronghold Kingdoms, есть возможность играть против компьютерных противников на выбранной карте. В Stronghold и Stronghold 2 присутствует режим осады (осада или защита замка без ведения экономики). В первых играх серии (до Stronghold 2 включительно) присутствует режим свободного строительства (ведение экономики без войны). Первые Stronghold (до Stronghold 2) были основаны на движке с применением 2D-графики, все последующие (кроме Stronghold Kingdoms) были основаны на технологии 3D изображении. Движки всех игр разрабатывались собственными силами Firefly Studios, исключение составляет лишь Stronghold 3 — анонсировано использование технологии Havok.

## Игровая система
Игровая система всех игр серии базируется на экономическом симуляторе средневекового города или замка. В играх присутствует ряд уникальных параметров, характерных только для игр серии Stronghold. Так, в первой игре серии впервые был введён параметр «популярность», влияющий на работоспособность и количество населения. Боевая система стандартная для стратегий — непосредственное управление группами юнитов (исключение — Stronghold Kingdoms, там юнитами управляет искусственный интеллект).

### Экономика
Экономическая составляющая — одна из главных в играх серии. Существуют достаточно сложные и длинные производственные цепочки. Как правило, в играх серии большее внимание уделено именно экономической, а не военной составляющей средневековых замков. Во всех играх, кроме Stronghold Kingdoms, все здания строятся и сносятся мгновенно.

### Юниты
Все юниты во всех играх серии относятся ко временам Средневековья. Количество юнитов в игре может сильно различаться — от пяти (в Stronghold Kingdoms) до нескольких десятков (в Stronghold Crusader). Каждый тип юнитов характеризуется своими параметрами:
- Тип (стрелковый/ударный)
- Скорость передвижения
- Сила атаки
- Защита/жизни
- Дальность стрельбы (только для стрелкового типа)
- Длительность перезарядки (только для стрелкового типа)
- Способность копать ров (да/нет)
- Способность залезать на стены (да/нет)
- Необходимое количество инженеров (для осадной техники)

Практически в каждой игре серии есть юниты, частично или полностью дублирующие друг друга. Сильнее всего это заметно в Stronghold Legends.

### Управление
Управление в игре производится мышью. Однако существуют и «горячие клавиши» на клавиатуре. Некоторые действия можно совершить только с помощью клавиатуры.

### Компьютерные противники
Они присутствуют во всех играх серии. Поведением компьютерных противников управляет искусственный интеллект. В первой части ИИ развит сравнительно слабо, так как компьютерные противники появляются только по сюжету. В играх на движке Stronghold Crusader компьютерные противники (боты) строят полностью прописанные разработчиками замки, самостоятельно развиваются (добывают ресурсы, нанимают армию), атакуют игрока. Имеется некоторая особенность при выборе противника. Они отличаются по сложности построения экономики, производства ресурсов, характеру ведения боевых действий, отличие в выборе войск. Есть простые противники, но можно выбрать и сложных, тут играет лишь выбор игрока. В играх на движке Stronghold 2 боты имеют большую самостоятельность и строят замок исходя из рельефа местности. Количество компьютерных противников различно — в играх Stronghold и Stronghold Kingdoms их четыре: Крыса, Змея, Кабан и Волк. Эти же противники присутствуют и в игре Stronghold Crusader. В играх Stronghold 2 боты никак не связаны с остальной серией. В Stronghold Legends боты — легендарные герои.

## Роли озвучивали
- Александр Быков — сэр Лонгарм,
- Рогволд Суховерко — лорд Вулсак,
- Александр Быков — герцог де Пюс (Крыса),
- Александр Быков — герцог Борегар (Змея),
- Александр Котов — герцог де Трюф (Кабан),
- Юльен Балмусов — Герцог де Вольпе (Волк)